# Danimarca (singolo)
Danimarca è un singolo del rapper italiano Nayt, pubblicato il 14 giugno 2024 come estratto dal primo album dal vivo Habitat: tour dalle etichette VNT1 e Columbia.

## Tracce
Testi di William Mezzanotte, musiche di Davide D'Onofrio.
1. Danimarca – 2:47